# Andres Larka
Andres Larka (Pilistvere, 5 marzo 1879 – Malmõz, 8 gennaio 1943) è stato un politico estone, fu comandante militare durante la Guerra di indipendenza estone.

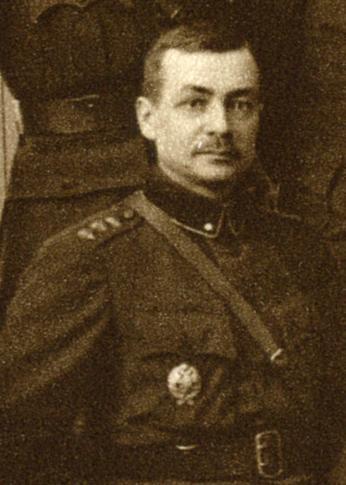
Andres Larka (1920)

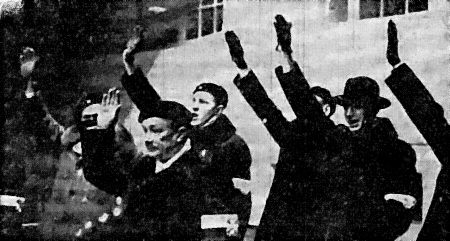
Il Comandante Andres Larka durante un discorso (1933)

Nel 1902 frequenta l'accademia militare di Vilnius. Larka partecipa alla Guerra russo-giapponese ed ottiene i riconoscimenti dall'accademia militare zarista nel 1912.
Partecipa alla prima guerra mondiale combattendo nel fronte orientale contro l'Impero germanico, prendendo parte in numerosi scontri nell'est della Prussia, in Polonia e in Romania.
Larka divenne il primo ministro della guerra della Repubblica estone; nel marzo ottiene il grado di generale. Nel 1918, durante l'occupazione tedesca, partecipa all'organizzazione della Lega di difesa. Dopo l'inizio della guerra di liberazione estone nel 1918, Larka si muove velocemente dalla posizione di ministro della guerra a capo del consiglio.
Nel febbraio 1919 diviene il consigliere del ministro della guerra estone, posizione che ricopre fino al 1925.  In tale incarico si occupa di organizzare la mobilitazione e le azioni delle unità di riserva. Dopo la guerra si occupa inoltre di organizzare la demobilitazione.
Si ritira a vita privata nel 1925 a causa delle sue condizioni di salute. Nel 1930 il leader ufficiale della Confederazione Estone dei Combattenti per la Libertà e viene candidato alla elezioni presidenziali del 1934. Ma il 12 marzo 1934, quando sembra che Larka potrebbe essere eletto, Konstantin Päts e Johan Laidoner compiono un colpo di Stato cercando di prevenire una eventuale successo elettorale. Le elezioni vengono rimandate a tempo indeterminato, Larka e circa 400 dei suoi più stretti collaboratori sono imprigionati e vengono instaurate leggi autoritarie. Larka viene imprigionato per due volte (1934-1935 e nel 1935-1937). Nel 1940 durante l'occupazione sovietica le autorità arrestano nuovamente Larka; muore in prigione nel 1943.